# My Mister
My Mister (Na-ui Ajeossi) ist eine südkoreanische Fernsehserie aus dem Jahr 2018. Die Serie handelt von drei Brüdern mittleren Alters, die sich alle mit ihrer aktuellen Lebenssituation schwer tun und einer Frau in den 20ern, die sowohl kühl und distanziert agiert aufgrund all der Strapazen, die sie in ihrem jungen Leben erlitt. My Mister erhielt von Kritikern großen Zuspruch und wurde mit dem prestigeträchtigen Baeksang Arts Award als Beste Dramaserie ausgezeichnet.

## Handlung
Park Dong-hun arbeitet als Statiker für das Unternehmen Saman Engineering & Construction. Die junge Lee Ji-an arbeitet dort als Zeitarbeiterin, erledigt Botengänge, kümmert sich um Belege und bringt die Post. In dem Unternehmen tobt ein Führungsstreit zwischen den Leitern des Sicherheitsinspektionsteam und dem Designteam, da der aktuelle Präsident, Jang Hoe-jang, bald abtritt. Dabei gibt es zwei Lager und sowohl Dong-hun als auch Ji-an werden darin verwickelt.
Eines Tages erhält Park Dong-hun von einem Kurier 50 Millionen Won (etwa 40.000 Euro) übergeben. Ji-an sieht, wie er das Geld in eine Schublade legt. Ji-an hat selbst große Geldprobleme, Schulden in Höhe von 20 Mio. Won bei einem gewalttätigen Kredithai, lebt in einer schlechten Absteige und kümmert sich allein um ihre alte Großmutter. Sie sieht eine Gelegenheit, ihre Probleme zu lösen. Sie kann Park ablenken und das Geld an sich nehmen. Sie versteht sich gut mit einer Reinigungskraft des Unternehmens und kann so nachts den Strom abschalten um sich ins Büro zu schleichen und das Geld an sich zu nehmen.
Dieses nutzt sie, um die Kredithaie zu bezahlen. Doch Ji-an ändert ihre Meinung, sorgt vor dem Gebäude für Ablenkung und stiehlt das Geld zurück, bevor der Kredithai sie entdecken kann. Sie übergibt es der Reinigungskraft, die sagen soll, sie habe den Umschlag im Mülleimer gefunden. Park hat derweil große Problem, die Audit-Abteilung nimmt sich ihn vor. Es stellt sich heraus, dass das Bestechungsgeld eine Intrige von Vizepräsident Do Jun-yeong und Executive Director Yoon Sang-tae ist. Eigentlich sollte Park Dong-un das Geld erhalten. Dieser ist ebenfalls Executive Director, wird häufig mit Park Dong-hun verwechselt und ist der Gegenspieler der beiden. Sie wollten es so erreichen, dass er gekündigt wird. Doch jemand hat den Namen falsch geschrieben. Als Do und Yoon hören, dass ihr Plan schiefgelaufen ist, wollen sie sich dennoch Park Dong-hun entledigen. Do hat eine Affäre mit seiner Ehefrau und die beiden können sich nicht ausstehen.
Doch Park Dong-un erhält das Geld und erfährt, es sei im Müll gefunden worden. Fortan verteidigt er Park Dong-hun. Dieser ist Lee Ji-an nun dankbar, da sie ihn quasi gerettet hat. Ji-an ist derweil zufällig mit Park Dong-un und Do Jun-yeong im Aufzug, wobei zwei von Dos Telefonen klingeln. Ji-an nimmt sich eins aus seiner Tasche und legt auf. Damit rettet sie Do, da niemand von dem Anruf wissen darf. Als sie ihm später das Handy zurückgibt, erkennt Do, dass sie flinke Hände hat und gerissen ist. Sie kann gut kombiniert und hat bereits herausgefunden, dass Do eine Affäre mit Park Dong-huns Frau hat. Do engagiert Ji-an daraufhin als firmeninternen Spitzel, um beide Parks zur Entlassung zu bringen.

## Figuren

### Hauptfiguren

#### Park Dong-hun
Park Dong-hun arbeitet als Statiker in leitender Position für das Unternehmen Saman Engineering & Construction. Er ging auf die gleiche Universität wie Do Jun-yeong, war dort allerdings dessen seonbae (Senior), das heißt, er war in einem höheren Semester. Bei den Beförderungen wurde er jedoch stets übergangen, so dass nun mit Do nun einen Jüngeren als Chef hat. Lange Zeit haben sich beide einfach nur nicht gemocht und kaum etwas miteinander zu tun gehabt. Dann allerdings begann Do eine Affäre mit Dong-huns Frau, gab sich aber betont freundlich gegenüber Dong-hun. Doch Dong-hun empfand das Verhalten als merkwürdig und glaubte fortan, Do habe ihm in irgendeiner Weise Unrecht getan, ohne genau zu wissen, wie. Er hegt einen grundsätzlichen Hass gegen Do, dessen Berechtigung nur dem Zuschauer bekannt ist (bzw. wird).
Mit seiner Frau hat er einen Sohn, der in den USA zur Schule geht. Seine Ehe ist ohne Glück. Dong-hun wirkt immer traurig. Seine Frau ist unglücklich darüber, dass er so viel Zeit mit seinen beiden Brüdern verbringt. Mit seinen Brüdern Sang-hun und Ki-hun sucht er häufig Jeong-huis Bar auf. Grundsätzlich ist Park stoisch und prinzipientreu, setzt sich für das Richtige, für seine Familie und seine Mitarbeiter ein.

#### Lee Ji-an
Vom Leben gebeutelt schlägt sich Ji-an mit Teilzeit- und Zeitarbeit-Jobs herum. Sie lebt gemeinsam mit ihrer Großmutter; ihre Eltern waren verstorben, als sie noch ein Kind war. Ihre Mutter hatte hohe Schulden, doch Ji-an wusste nicht, dass man das Erben von Schulden ausschlagen kann. So lebt sie seit ihrer Kindheit mit der Schuldenlast ihrer Mutter. Als der gewalttätige Kredithai ihre Großmutter angreift, tötet sie ihn mit einem Messer (sie ist noch Schülerin). Seitdem versucht sie, die Schulden beim ebenfalls gewalttätigen Sohn des Todesopfers zurückzuzahlen. Dieser schlägt sie immer wieder und sagt Ji-an, er würde sie ihr Leben lang quälen. Ji-an tut alles, um die Schulden zurückzuzahlen. Sie arbeitet in mehreren Jobs fast den ganzen Tag und kümmert sich nebenbei noch um ihre taubstumme Großmutter, mit der sie gemeinsam in einer billigen Absteige in einem schlechten Viertel wohnt.
Ji-an fängt als Zeitarbeiterin bei Saman Engineering & Construction an. Durch ihre scharfe Beobachtungs- und Auffassungsgabe gelingt es ihr in kurzer Zeit zahlreiche Mitarbeiterinformationen zu sammeln, die sie zu geeigneten Zeitpunkten für sich einsetzt. Do Jun-yeong erkennt dies und engagiert sie verdeckt, um Park Dong-un und Park Dong-hun loszuwerden und so seine Stellung im Unternehmen zu sichern. Ji-an bespitzelt durch Abhörfunktionen sowohl ihren 'Auftraggeber' Do Jun-yeong als auch das eigentliche 'Ziel' Park Dong-hun. Doch dabei entwickelt sie zunehmend Zuneigung zu Dong-hun.

## Ausstrahlungsnotizen
Die Erstausstrahlung war vom 21. März bis 17. Mai 2018 auf tvN.

## Rezeption
My Mister erhielt positive Kritiken. Hoai-Tran Bui von /Film bezeichnete die Serie als erfrischend erwachsenes Drama über die Schwierigkeiten des Lebens und die Beziehungen, die einem helfen, diese zu überwinden. My Mister sei ein entwaffnend tiefgründiges Drama über eine Gruppe überdrüssiger Seelen, erschöpft durch den sozialen und ökonomischen Druck.

## Auszeichnungen
Baeksang Arts Award
- 2019: Auszeichnung in der Kategorie Beste Dramaserie
- 2019: Auszeichnung in der Kategorie Bestes Drehbuch für Park Hae-yeong

Asia Contents Awards
- 2019: Auszeichnung in der Kategorie Beste Drehbuchautorin für Park Hae-yeong (gemeinsam mit Lu Shih-yuan)